# Berceuses du chat
Berceuses du chat (in russo: Kolibelniye) è un ciclo di quattro canzoni per contralto e tre clarinetti composto da Igor Stravinskij tra il 1915 e il 1916; vi si riferisce solitamente col suo titolo francese. Il testo originale è in lingua russa, ma vengono più spesso eseguite nella traduzione francese dello scrittore svizzero Ramuz, amico di Stravinskij, realizzata di comune accordo con il compositore.

## Storia
Durante un breve soggiorno a Kiev nel 1914 Stravinskij trovò parecchi poemi russi di origine popolare che riguardavano in gran parte le nozze contadine, argomento che lo interessava poiché aveva intenzione di comporre un'opera al riguardo. Fra queste poesie ne scelse alcune che suddivise poi utilizzandole in tre composizioni diverse: Pribautki, le Berceuses du chat e quattro brevi cori per voci femminili.
Il ciclo fu pubblicato per la prima volta a Ginevra da H.D. Henn nel 1917 e successivamente ristampato da J. & W. Chester intorno al 1920. Le Berceuses du chat furono eseguite in anteprima a Parigi (Salle des Agriculteurs) il 20 novembre 1918 in un programma che includeva anche Pribautki in una versione accompagnata dal pianoforte. La prima esecuzione con i clarinetti fu data a Vienna il 6 giugno 1919 al Großer Musikvereinsaal ancora unitamente ai Pribautki.

## Organico
Le Berceuses du chat sono scritte per contralto e tre clarinettisti: clarinetto in mi bemolle; clarinetto in si bemolle e in la; clarinetto basso in si bemolle e in la.
È da notare come Stravinskij riesca a utilizzare il suono dei tre clarinetti per sottolineare tre caratteristiche del gatto: il suo aspetto morbido, la sua flessuosità e il suo essere pigro e sornione, spesso sfruttando i registri inusuali di questo strumento come la voce acuta del clarinetto basso.

## Testi
- Sur le poêle

    Dors sur le poêle

    bien au chaud, chat;

    la pendule bat;

    elle bat, mais pas pour toi.
- Intérieur

    Le chat, dans un coin,

    casse des noisettes;

    la chatte, sur le foyer,

    fait la toilette

    et les petits chats

    ont mis des lunettes...

    Guignent, guignent les petits,

    si le vieux n'a pas fini:

    pas encore, mais tant pis...
- Dodo

    Dodo, l'enfant do

     l'enfant dormira bientôt...

     Aujourd'hui le chat a mis

     son bel habit gris,

     pour faire la chasse au souris...

     Otera son bel habit

     si l'enfant n'est pas gentil.
- Ce qu'il a le chat

    Ce qu'il a le chat

    c'est un beau berceau qu'il a

    mon enfant à moi en a

    un bien plus beau que ça.

    Ce qu'il a le chat

    c'est un coussin blanc qu'il a

    mon enfant à moi en a

    un bien plus blanc que ça.

    Ce qu'il a le chat

    c'est un tout fin drap qu'il a

    mon enfant à moi en a

    un bien plus fin que ça.

    Ce qu'il a le chat

    c'est un chaud bonnet qu'il a

    mon enfant à moi en a

    un bien plus chaud que ça.